# Șîmkivți, Zbaraj
Șîmkivți (în ucraineană Шимківці) este localitatea de reședință a comunei Șîmkivți din raionul Zbaraj, regiunea Ternopil, Ucraina.

## Demografie
Componența lingvistică a localității Șîmkivți
     Ucraineană (97,42%)
     Rusă (2,19%)
     Alte limbi (0,39%)
Conform recensământului din 2001, majoritatea populației localității Șîmkivți era vorbitoare de ucraineană (97,42%), existând în minoritate și vorbitori de rusă (2,19%).